# Napień omszony

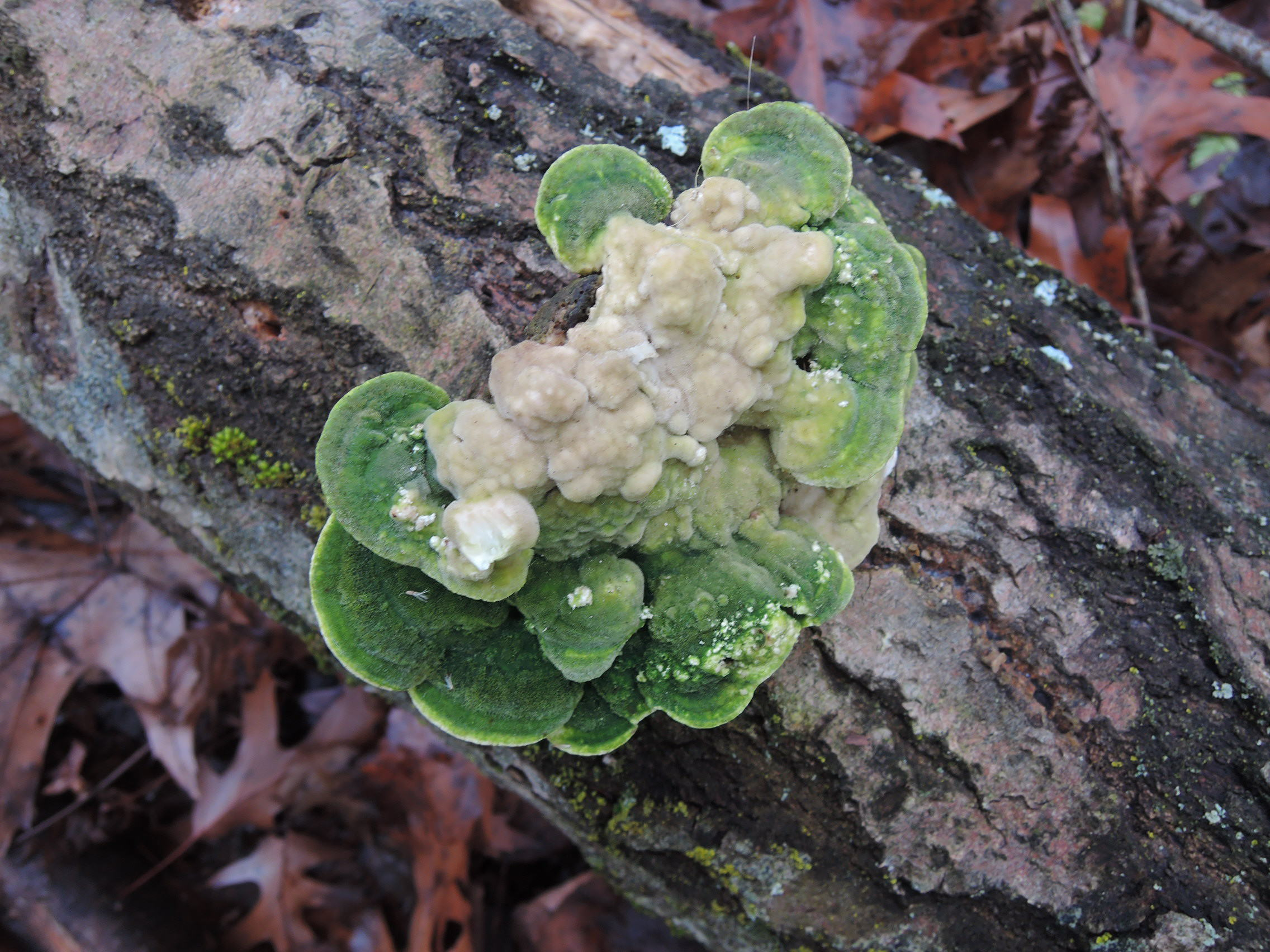

Napień omszony (Oxyporus populinus (Schumach.) Donk) – gatunek grzybów należący do rzędu szczeciniakowców (Hymenochaetales).

## Systematyka i nazewnictwo
Pozycja w klasyfikacji według Index Fungorum: Oxyporus, Oxyporaceae, Hymenochaetales, Agaricomycetidae, Agaricomycetes, Agaricomycotina, Basidiomycota, Fungi.
Po raz pierwszy opisał go w 1803 r. Heinrich Christian Friedrich Schumacher, nadając mu nazwę Boletus populinus. Obecną nazwę nadał mu Marinus Anton Donk w 1933 r. Ma ponad 30 synonimów. Niektóre z nich:
- Flaviporus connatus (Weinm.) G. Cunn. 1965
- Oxyporus borealis G.M. Jenssen & Ryvarden 1985
- Polyporus connatus Weinm. 1828
- Rigidoporus populinus (Schumach.) Pouzar 1966[2].

W 1889 r. Franciszek Błoński nadał mu polską nazwę żagiew zlewająca się, Henryk Orłoś w 1951 huba topolowa lub huba zrosła, Stanisław Domański w 1967 napień topolowy. Władysław Wojewoda wszystkie te nazwy uznał za nieodpowiednie i w 2003 r. zarekomendował nazwę napień omszony.

## Morfologia
Owocnik
Grzyb kortycjoidalny. Owocnik jednoroczny lub wieloletni, siedzący, rozpostarto-odgięty lub rozpostarty, osiągający rozmiary do 5 × 12 × 5 cm. Sąsiadujące z sobą owocniki często zrastają się bocznie. Górna powierzchnia kremowa, z wiekiem płowożółta lub ciemniejąca, drobno owłosiona do nagiej, często porośnięta mchami. Powierzchnia porów kremowa do płowożółtej, pory okrągłe do kanciastych, drobne, w liczbie 5–7 na mm. Kontekst kremowy do płowego, korkowaty, lekko strefowany lub niestrefowany, o grubości do 2 cm. Rurki tej samej barwy, w owocnikach wieloletnich w kilku warstwach oddzielonych cienką warstwą tkanki kontekstowej, osiągające miąższość do 5 cm.
Cechy mikroskopowe
System strzępkowy monomityczny, strzępki w kontekście z prostymi przegrodami, o cienkich lub grubych ściankach, o średnicy 2–5 µm; strzępki tramy podobne, przeważnie cienkościenne. Cystydy liczne, 20–35 × 3–4,5 µm, cienkościenne, cylindryczne do główkowatych, o główkach inkrustowanych. Część inkrustowana ma średnicę 6–12 µm i inkrustacja ta szybko rozpuszcza się w KOH. Podstawki jajowate do szeroko maczugowatych, 4-sterygmowe, 8–14 × 5–5,5 µm, z przegrodą u podstawy. Bazydiospory niemal kuliste, szkliste, gładkie, w odczynniku Melzera nieamyloidalne, 3,5–4,5 × 2,5–4 µm.
Gatunki podobne
Napień omszony dobrze odróżnia się od innych gatunków z rodzaju Oxyporus dzięki wieloletniemu, siedzącemu owocnikowi, którego warstwy rurek są oddzielone cienkimi warstwami kontekstu. W niektórych regionach gatunek ten często występuje w postaci rozpostartych rocznych owocników. Makroskopowo jest wówczas nie do odróżnienia od napienia rozpostartego (Oxyporus obducens). W takich przypadkach można go odróżnić tylko mikroskopowo po większych, kulistych zarodnikach.

## Występowanie i siedlisko
Występuje na niektórych wyspach i na wszystkich kontynentach poza Antarktydą. Najwięcej stanowisk podano w Europie i wschodniej części Ameryki Północnej. W Polsce W. Wojewoda w 2003 r. przytoczył kilkanaście stanowisk, wiele stanowisk podano w latach późniejszych. Najbardziej aktualne stanowiska podaje internetowy atlas grzybów. Znajduje się w nim na liście gatunków zagrożonych i wartych objęcia ochroną.
Grzyb nadrzewny, saprotrof i pasożyt. Występuje na żywych i martwych drzewach liściastych należących do wielu gatunków, często w zagłębieniach kory. Powoduje białą zgniliznę drewna.